# Natalija
Natalija je žensko osebno ime.

## Izvor imena
Ime Natalija izhaja iz latinskega imena Natalia, ki je izpeljanka iz latinskega imena Natalis. To povezujejo z latinskima besedama natalis v pomenu »rojstni, nanašajoč se na rojstvo« oziroma dies natalis »rojstni dan«. Imeni Natalia oz. Natalis so prvotno dobivali otroci rojeni na Božič, to je rojeni na »praznik Jezusovega rojstva«. Nataliji je po pomenu sorodno ime Renata s prvotnim pomenom »rojena v novo življenje, prerojena (po krstu)«.

## Različice imena
Nata, Nati, Natali, Natalia, Natalie, Natalina, Natalja, Natja, Natka, Natascha, Natasja, Nataša, Nataška, Natašija, Talija

## Tujejezikovne različice imena
- pri Francozih: Nathalie
- pri Rusih: Наталия
- pri Slovakih: Natália

## Pogostost imena
Po podatkih Statističnega urada Republike Slovenije je bilo na dan 31. decembra 2007 v Sloveniji število ženskih oseb z imenom Natalija: 3.586. Med vsemi ženskimi imeni pa je ime Natalija po pogostosti uporabe uvrščeno na 75. mesto.

## Osebni praznik
V našem koledarju z izborom svetniških imen, udomačenih med Slovenci in njihovimi godovnimi dnevi po novem bogoslužnem koledarju je ime Natalija zapisano 3 krat. Pregled godovnih dni v katerih poleg Natalije godujejo še Božena, Nataša in osebe katerih imena nastopajo kot različice navedenih imen.
- 27. julij, Natalija, španska mučenka († 27. jul. 852)
- 8. september, Natalija, mučenka († 8. sep. 304)
- 1. december, Natalija, carigrajska žena († 1. dec. v 4. stol.)

## Zanimivost
Natalija je bila srbska kraljica romunskega rodu, od leta 1875 žena Milana II. Obrenovića , mati srbskega kralja Aleksandra I. Obrenovića.